# Untouchables
Untouchables е петият студиен албум на американската ню метъл Korn. Албумът дебютира на втора позиция в класацията Billboаrd 200, продавайки 434 000 копия през първата седмица от издаването си. Сингълът Here to Stay спечелва награда Грами на групата през 2003.